# Acujoši Furuta
Acujoši Furuta (* 27. říjen 1952) je bývalý japonský fotbalista.

## Klubová kariéra
Hrával za Toyo Industries.

## Reprezentační kariéra
Acujoši Furuta odehrál za japonský národní tým v letech 1971–1978 celkem 32 reprezentačních utkání.

## Statistiky
| Japonsko | Japonsko | Japonsko |
| Roky     | Záp.     | Góly     |
| -------- | -------- | -------- |
| 1971     | 1        | 0        |
| 1972     | 4        | 0        |
| 1973     | 3        | 0        |
| 1974     | 5        | 0        |
| 1975     | 11       | 0        |
| 1976     | 2        | 0        |
| 1977     | 0        | 0        |
| 1978     | 6        | 0        |
| Celkem   | 32       | 0        |